# Rheinuferpromenade (Beuel)
Mit Rheinuferpromenade Beuel wird das gestaltete Ufer des Rheins in Bonn-Beuel auf der rechten Rheinseite zwischen der Friedrich-Ebert-Brücke und dem Bonner Bogen bezeichnet. Seit dem Rheinhochwasser 1993 wurden zahlreiche Baumaßnahmen durchgeführt, um weitere Überflutungen zu verhindern und den Freizeitwert des Rheinufers zu erhöhen. In den vergangenen Jahren wurde fast die gesamte Promenade auf einer Rheinlänge von rund 15 Kilometer erneuert, hierdurch konnte auch der Hochwasserschutz erneuert bzw. verbessert werden. Zum einen wurde von Oktober 2005 bis Mitte 2011 der Hochwasserschutz an der Beueler Promenade zwischen Kennedybrücke und dem Bootshaus an der Ernst-Moritz-Arndt-Straße saniert und somit auch die Promenade aufgewertet. Zum anderen wurde der Beueler Rheindeich zwischen Friedrich-Ebert-Brücke und Kaiser-Konrad-Straße in den Jahren 2010 und 2011 verstärkt und erhöht.

## Beueler Uferpromenade von der Kennedybrücke bis zur Ernst-Moritz-Arndt-Straße
In fünfeinhalb Jahren wurde die Sanierung in fünf Bauabschnitten auf einer Länge von 1000 Metern durchgeführt. Im Rahmen dieser Maßnahme wurde im gesamten Bereich eine Hochwasserschutzhöhe von 9,50 Meter für den Bonner Pegel festgelegt. Im Zuge der Sanierung/Neugestaltung wurden einige bestehende Elemente der Promenade neu platziert, wie zum Beispiel das Nepomuk-Denkmal und der Flaggenmast des Beueler Schiffervereins. Andere wurden ganz versetzt, wie zum Beispiel das Kunstwerk Am Strom des Künstlers Robby Gebhardt, das ein Stück weiter südlich von seinem ursprünglichen Standort aufgestellt wurde. Ganz verschwunden, da er nicht mehr integriert werden konnte, ist jedoch der Kiosk, der sich früher in der Nähe der Personenfähre Rheinnixe befand.
Durch die Neugestaltung wurden drei neue Plätze an der Promenade geschaffen, die in vielfältiger Weise für Veranstaltungen genutzt werden können.
Der erste Platz, das Rondell an der Kennedybrücke/China-Schiff, wurde mit einer Sitzstufenanlage in der Art eines Amphitheaters ausgestattet. Am zweiten Platz, dem Nepomuk-Platz, lädt wiederum eine Sitzstufenanlage zum Verweilen ein. Diese wurde jedoch so angelegt, dass ein ungehinderter Blick auf den Rhein möglich ist. Herzstück des dritten Platzes, in Höhe der Ernst-Moritz-Arndt-Straße, ist ein Brunnen. Der Brunnen besteht aus einer fünfteiligen Basaltstele, ist 2,50 Meter hoch und hat einen Durchmesser von ca. 80 Zentimetern. Der drei Tonnen schwere Stein steht in einer Brunnenschale aus Basaltnatursteinpflaster und ist von einer halbkreisförmigen Stahlpergola umgeben. Die fünf Stelen des Brunnens sollen die fünf Bauabschnitte der Umgestaltung symbolisieren.
Im Bereich dieses Platzes befinden sich außerdem die sogenannten Seniorenbänke und die Sonnenanbeter-Bänke. Erstere zeichnen sich durch ihre höhere Sitzfläche aus und sind mit Arm- und Rückenlehne ausgestattet. Zweitere sind so großzügig geschnitten, dass sich die Sonnenanbeter darauf ausstrecken können.
Zusätzlich zu den besonderen Bänken finden sich hier auch zwei Aktionselemente, ein Kaleidoskop und eine Drehscheibe, die die Sinne anregen sollen. Um die neu geschaffenen Plätze zu nutzen, wurde die Promenade an jeder Stichstraße durch Treppenanlagen und behindertengerechten Rampen an die bestehenden Wege angebunden. Ausgestattet wurden die Zugänge zusätzlich mit Handläufen und markierten Treppenstufen. An verschiedenen Stellen der Promenade wurde den ortsansässigen Vereinen die Möglichkeit gegeben, sich zu präsentieren. So finden sich auf Bronzetafeln unter anderem Informationen zum Brückenmännchen und Brückenweibchen, aber auch zu den Beueler Stadtsoldaten oder der Bonner Rudergesellschaft. Gekostet hat die Sanierung in diesem Bereich (2. Planfeststellungsverfahren von der Marienstraße bis Ernst-Moritz-Arndt-Straße) rund 6,35 Millionen Euro. Im Preis enthalten sind auch die vandalismussicheren Abfallbehälter. Hinzu kommen die Kosten für den 1. Planfeststellungsbereich, der hier nicht weiter erwähnt wird, von der Wolfsgasse bis Marienstraße, in Höhe von rund 10,56 Millionen Euro. Dieser Bereich wurde von 1993 bis 1999 gebaut.

## Beueler Rheindeich von der Friedrich-Ebert-Brücke bis zur Kaiser-Konrad-Straße
Hier wurde auf eine Länge von 2,4 Kilometer der Rheindeich erneuert, verstärkt und erhöht. In diesem Bereich ist nun ein Hochwasserschutz bis zu einer Höhe von 11,18 Meter Bonner Pegel gegeben. Die höchsten Wasserstände in den letzten 100 Jahren wurden 1926 mit 10,10 Meter, 1993 mit 10,13 Meter und 1995 mit 10,08 Meter Bonner Pegel erreicht. Der Deich ist durchgängig bis zu 12,18 Meter hoch und mit einer vier Meter breiten Deichkrone ausgestattet. Die Sanierung begann im Frühjahr 2010 und konnte Ende August 2011 abgeschlossen werden. Saniert wurde in drei Bauabschnitten.
Im ersten Bauabschnitt, von der Autobahnabfahrt bis zur Kläranlage Beuel, wurde der Deich auf eine Länge von 534 Meter neu gebaut, wobei er im Bereich zwischen Jüdischem Friedhof und Niederkasseler Straße als rückverlegter Deich errichtet wurde und zwischen Kläranlage und Jüdischem Friedhof an den bestehenden Hauptdeich angeschlossen wurde. Dies war nötig, um den notwendigen Abstand zur Trinkwasserversorgungsleitung des Wahnbachtalsperrenverbandes einzuhalten.
Im zweiten Bauabschnitt, zwischen der Kläranlage und dem Vilicher Bach, wurde der bestehende Deich auf eine Länge von 316 Metern abgerissen und neu gebaut. In diesem Abschnitt wurde, wegen der Kläranlage, eine Stützwand zur Böschungssicherung gebaut, die zur Einfriedung der Anlage mit einem zwei Meter hohen Zaun gekrönt wurde.
Im dritten Bauabschnitt, vom Vilicher Bach bis zur Kaiser-Konrad-Straße, wurde der bestehende Deich in einer Länge von 1534 Metern mit Stahlbohlen stabilisiert. Die Spundwand ragt dort, wo der Altdeich nicht hoch genug war, auf einer Länge von zirka einem Kilometer rund 50 Zentimeter heraus und wurde mit Beton verkleidet. Die so entstandene Mauer, auch „Beuels längste Sitzbank“ genannte, wurde an den kreuzenden Wegen, zum Beispiel an der Wolfsgasse, abgesenkt. Hier können zum Schutz mobile Elemente eingebaut werden. Im Rahmen der Arbeiten wurde das vorhandene Hochwasserschutztor am Bröltalbahnweg nicht erneuert, auch hier werden bei Bedarf mobile Schutzelemente eingesetzt.
Für den verbesserten Hochwasserschutz wurden unter anderem 100.000 Kubikmeter Erde, Kies und Lehm bewegt und 900 Tonnen Stahl für 8000 Quadratmeter Spundwand verbaut. Darüber hinaus wurden 13.500 Quadratmeter Wege angelegt, wovon 10.000 Quadratmeter mit Asphalt befestigt sind. Die Kosten für den Neubau bzw. die Ertüchtigung betrugen 6,3 Millionen Euro (5,6 Millionen Euro Bau- und 0,7 Millionen Euro Planungskosten), wovon das Land Nordrhein-Westfalen etwa 3,6 Millionen Euro übernommen hat.